# Колодненська сільська громада
Колодненська сільська громада — колишня об'єднана територіальна громада в Україні, у Збаразькому районі Тернопільської области. Адміністративний центр — с. Колодне.
Площа громади — 78,9 км², населення — 2826 осіб (до 2020).
Утворена 12 серпня 2015 року шляхом об'єднання Колодненської та Шимковецької сільських рад Збаразького району.
12 червня 2020 року громада була ліквідована і увійшла до Збаразької міської громади.

## Населені пункти
До складу громади входили 5 сіл:
- Болязуби
- Глинчуки
- Колодне
- Решнівка
- Шимківці